# Powiat kozielski
Powiat kozielski – powiat istniejący w latach 1945–1975 na terenie obecnego powiatu kędzierzyńsko-kozielskiego (woj. opolskie). Jego ośrodkiem administracyjnym było Koźle. Ponieważ Koźle było samodzielnym miastem do roku 1975 (kiedy zostało połączone z Kędzierzynem, Sławięcicami i Kłodnicą tworząc Kędzierzyn-Koźle), nazwa powiatu brzmiała „kozielski”, mimo że powiat obejmował prawie te same tereny co dzisiejszy powiat kędzierzyńsko-kozielski.

## Historia
W latach 1816–1945 pruski Landkreis Cosel. Wyniki plebiscytu: 25,1% za Polską, 74,9% za Niemcami, 18,4% emigrantów. 1 stycznia 1945 należało do niego miasto Koźle, 77 gmin i 1 Gutsbezirk. 96% mieszkańców było katolikami, 4% ewangelikami w 1939. W 1890 82% mówiło po polsku, w 1900 73,7%. W 1934 przemianowano Kandrzin na Heydebreck O.S, a w 1936 zniemczono nazwy wielu miejscowości.
Po reformie administracyjnej w 1975 roku terytorium powiatu weszło w skład nowego (mniejszego) województwa opolskiego. Powiat przywrócono w roku 1999 jako kędzierzyńsko-kozielski z siedzibą w Kędzierzynie-Koźlu.

## Liczba mieszkańców
- 1871: 64 984
- 1885: 68 486
- 1919: 79 973
- 1925: 81 189
- 1933: 85 354
- 1939: 90 320